# Phaonia notofusca
Phaonia notofusca este o specie de muște din genul Phaonia, familia Muscidae, descrisă de Zinovjev în anul 1983. Conform Catalogue of Life specia Phaonia notofusca nu are subspecii cunoscute.